# Rue des Cloutiers
La rue des Cloutiers est une rue ancienne de la ville de Liège (Belgique) située dans le quartier de Sainte-Marguerite.

## Odonymie
La rue rend hommage aux cloutiers, des fabricants artisanaux de clous dont la réputation au XVIIe siècle et au XVIIIe siècle avait dépassé les limites de la Principauté de Liège. Les clous étaient fréquemment fabriqués au domicile des artisans qui étaient payés à la pièce.

## Histoire
Cette rue suit, intra-muros, les anciens remparts de Liège érigés au cours du XIIIe siècle. Il est vraisemblable que la rue date de la même époque que les remparts.

## Situation et description
Cette courte voirie pavée et rectiligne mesure environ 50 mètres et relie par une petite montée la rue Saint-Séverin à la rue Firquet. La rue compte une quinzaine d'habitations. Elle applique un sens unique de circulation automobile dans le sens Firquet - Saint-Séverin et se prolonge au sud par l'escalier des Degrés des Tisserands situé sur le versant opposé.

## Architecture
Les cinq immeubles sis du no 4 au no 14 sont des maisons similaires érigées en 1877. Chaque maison en brique de trois niveaux (deux étages) et de trois travées a la particularité de posséder aux étages des appuis de fenêtre sous la forme de bandeaux continus en pierre calcaire soutenus par des petites consoles rectangulaires. Cet ensemble de maisons similaires se poursuit le long de la rue Firquet.

## Voies adjacentes
- Degrés des Tisserands
- Rue Saint-Séverin
- Rue Firquet